# Metro Jekaterinburg
Die Metro Jekaterinburg (russisch Екатеринбургский Метрополитен) ist ein U-Bahn-Netz in der russischen Stadt Jekaterinburg. Die Metro wurde am 26. April 1991 eröffnet und besteht derzeit aus einer Strecke in Nord-Süd-Richtung mit einer Gesamtlänge von 12,7 km. An fast allen Stationen ermöglicht die Straßenbahn Jekaterinburg den Anschluss in Ost-West-Richtung.

## Geschichte
Nachdem der Verkehr in der heute viertgrößten Stadt Russlands immer mehr zunahm, entschied sich die Stadtverwaltung offiziell am 28. August 1980 für den Bau eines U-Bahn-Systems. Die Bauarbeiten für dieses begannen 1982. Aufgrund vieler hydrologischer Probleme beim Bau konnte die U-Bahn erst am 27. April 1991 mit drei Stationen zwischen den Bahnhöfen Prospekt Kosmonawtow (Проспект Космонавтов) und Maschinostroitelei (Машиностроителей) eröffnet werden. Zwei Jahre später wurde die Drei-Stationen-Linie um den Halt Uralskaja (Уральская) erweitert, am 21. Dezember 1994 kamen diesmal zwei neue Stationen dazu: Dinamo (Динамо) und Ploschtschad 1905 Goda (Площадь 1905 года). Ende 2002 wurde die Linie um eine weitere Station Geologitscheskaja (Геологическая) verlängert.
Aufgrund des begrenzten U-Bahn-Budgets Russlands geht der U-Bahn-Bau in Jekaterinburg nur langsam voran. Besonders seit der Umverteilung der Mittel zu Gunsten Kasans, das seine U-Bahn rechtzeitig zum 1000-jährigen Stadtjubiläum am 30. August 2005 fertigstellen musste, verzögerte sich der U-Bahn-Bau in Jekaterinburg erheblich. Die Endstation in Richtung Süden, Botanitscheskaja (Ботаническая), wurde am 28. November 2011 eröffnet. Die davor liegende Station Tschkalowskaja (Чкаловская) wurde erst danach, am 28. Juli 2012 fertiggestellt. Die beiden letzten Bahnhöfe sind bislang die beiden einzigen barrierefreien Stationen.

## Ausbauperspektiven
In fernerer Zukunft soll das U-Bahn-Netz zu einem für Städte auf dem Gebiet der früheren Sowjetunion typischen Sekantensystem mit drei Linien ausgebaut werden.

### Erste Linie
Es gibt Pläne, der ersten Linie im Norden und Süden jeweils eine Station anzufügen: In nördlicher Richtung soll die Linie hinter der Station Prospekt Kosmonawtow um eine Station bis in das Wohngebiet Elmasch verlängert werden. Die neue Station soll den Namen Bakinskich Komissarow (Бакинских Комиссаров) tragen. Die neue Station im Süden soll Uktusskije Gory (Уктусские Горы) heißen.
Der Bau einer weiteren Zwischenstation, Baschowskaja (Бажовская), die zwischen den Stationen Geologitscheskaja und Tschkalowskaja liegen soll, wurde vorerst zugunsten des Baubeginns der zweiten Linie zurückgestellt.

### Zweite Linie
Die zweite Linie soll in Ost-West-Richtung vom Naherholungsgebiet Kamennyje Palatki (Каменные Палатки) im Osten der Stadt bis zum Wohngebiet Werch-Isetskij (Верх-Исетский) verlaufen. Sie wird 13,65 km lang sein und 9 Stationen besitzen. Eine davon wird die Umsteigestation zur ersten Linie am U-Bahnhof Ploschad 1905 goda sein.
Aufgrund fehlender Finanzierung verzögert sich der Baubeginn ständig. Pläne, den ersten Teil der Linie, der vier Stationen östlich der Umsteigestation auf einer Länge von 4,5 km umfasst, bis zur Fußball-Weltmeisterschaft 2018 zu eröffnen, wurden nicht umgesetzt. Als neuer Eröffnungstermin wird der 300. Stadtgeburtstag im Jahre 2023 genannt.
Im Unterschied zum ersten Metrostrang soll die zweite Linie nach Vorbild der Metro Barcelona mit zwei übereinanderliegenden Bahnsteigen gebaut werden, was einen geringeren Tunneldurchmesser ermöglicht. Außerdem wird ein fahrerloser Betrieb sondiert.
Im Juni 2015 gab die Stadtverwaltung Jekaterinburgs bekannt, dass die Projektierung der zweiten Linie vorerst gestoppt wurde. Die Kosten für den Bau der gesamten Linie werden auf bis zu 90,7 Mrd. Rubel geschätzt. Kurz nach der Ankündigung des Planungsstopps informierte die Stadt über drei Varianten, bei denen die Linie alternativ in unterschiedlichem Umfang, gebaut werden könnte.

### Dritte Linie
Die dritte Linie ist langfristig geplant und soll vom Südwesten in den Nordosten der Stadt verlaufen. Die Kreuzung mit der ersten Linie ist an der Station Geologitscheskaja geplant.

## Liste der Stationen
In der nachfolgenden Tabelle sind die Stationen in der Reihenfolge des Verlaufes der einzigen Metrolinie von Nord nach Süd aufgeführt.
| Bild                   | Name transkribiert/ Name original         | Eröffnet   | Karte     | Bemerkenswertes in der Nähe                      |
| ---------------------- | ----------------------------------------- | ---------- | --------- | ------------------------------------------------ |
| Prospekt Kosmonawtow   | Prospekt Kosmonawtow Проспе́кт Космона́втов | 27.04.1991 | Stadtplan |                                                  |
| Uralmasch              | Uralmasch Уралма́ш                         | 27.04.1991 | Stadtplan | Uralmasch-Werk                                   |
| Maschinostroitelei     | Maschinostroitelei Машинострои́телей       | 27.04.1991 | Stadtplan | Kalinin-Maschinenbauwerk, Uralmasch-Werk         |
| Uralskaja              | Uralskaja Ура́льская                       | 22.12.1992 | Stadtplan | Hauptbahnhof (Jekaterinburg-Passaschirski)       |
| Dinamo                 | Dinamo Дина́мо                             | 22.12.1994 | Stadtplan | Ipatjew-Haus, Sportpalast „DIWS“                 |
| Ploschtschad 1905 goda | Ploschtschad 1905 goda Пло́щадь 1905 го́да  | 22.12.1994 | Stadtplan | Isset-Teich                                      |
| Geologitscheskaja      | Geologitscheskaja Геологи́ческая           | 30.12.2002 | Stadtplan | Zirkus, Fernsehturm                              |
| Tschkalowskaja         | Tschkalowskaja Чка́ловская                 | 28.07.2012 | Stadtplan |                                                  |
| Botanitscheskaja       | Botanitscheskaja Ботани́ческая             | 28.11.2011 | Stadtplan | S-Bahnhof Botanitscheskaja (etwa 800 m entfernt) |

## Passagierzahlen
Die Metro Jekaterinburg besteht im November 2018 aus einer Linie von 12,7 km Länge mit neun Stationen. Das einzige Depot der Metro liegt nördlich der Endstation Prospekt Kosmonawtow. Täglich nutzen etwa 135.000 Passagiere die Metro. Im Jahr 2013 wurden insgesamt 51,81 Millionen Passagiere befördert. Im Jahr 2014 konnte diese Zahl auf 51,94 Mio. gesteigert werden, was einen Anteil von 23,87 % am Passagieraufkommen des öffentlichen Nahverkehrs darstellte. In den beiden Folgejahren sank die Zahl der Passagiere wieder; zunächst auf 49,9 Mio. (2015) dann auf 49,2 Mio. (2016) Passagiere pro Jahr. Für das Jahr 2017 war wiederum ein minimaler Anstieg auf 49,3 Mio. Passagiere zu verzeichnen. In den folgenden Jahren sank das Passagieraufkommen zunächst auf 48,35 Mio. (2018) und dann auf 46,3 Mio. (2019). Im Verhältnis zu den anderen Arten des öffentlichen Nahverkehrs gewinnt die Metro aber an Attraktivität. Ihr Anteil am gesamten Passagieraufkommen betrug 2019 24,24 %.

## Fuhrpark
Während der Hauptverkehrszeiten verkehren acht Vier-Wagen-Züge im Vier-Minuten-Takt. Die vorhandenen Bahnhöfe sind für einen zukünftigen Verkehr mit Fünf-Wagen-Zügen ausgelegt. Bei den Wagen handelt es sich um die in U-Bahn-Systemen Russlands und anderer Ex-Sowjetrepubliken weit verbreitete Baureihe 81-717/714. Die Metro Jekaterinburg verfügte 2017 über 62 Waggons dieses Typs. Diese fahren auf Gleisen der russischen Breitspur von 1520 Millimetern. Die Züge werden über eine Stromschiene (825 Volt) versorgt. Die Durchschnittsgeschwindigkeit der fahrenden Züge betrug 49,16 km/h.